# آريه شاليف
آريه شاليف (بالعبرية: אריה שלו‏) (1 يوليو 1926 - 2 أغسطس 2011) كان ضابطًا عسكريًا إسرائيليًا برتبة عميد، شغل منصب الناطق باسم الجيش الإسرائيلي، كما كان مساعد لرئيس المخابرات العسكرية للأبحاث قبل اندلاع حرب أكتوبر.

## سيرة
ولد شاليف باسم أرييه فريدلاندر في بولندا وهاجر إلى فلسطين مع والديه عام 1935، درس يإحدى المدارس الابتدائية في رعنانا وفي صالة أحاد همام للألعاب الرياضية في بتاح تكفا، ثم أصبح شابًا نشطًا في منظمة الهاجاناه. انضم إلى شرطة المستوطنات اليهودية عام 1944 وعمل في منطقة جبل الخليل، وفي عام 1946 عُين رقيبًا في الغوش وقائد فرقة نوطريم. في حرب 1948 كان قائدًا لإحدى الفرق في لواء غولاني وحارب في في بعض معارك شمالي البلاد، وفي نهاية عام 1948 عين كضابط مخابرات. كان شاليف ممثلاً في لجنة الهدنة بين إسرائيل وسوريا كضابط أركان حرب، خاض دورة تدريبية لقادة الكتائب عام 1953 ودرس في الكلية المشتركة بين الفروع للقيادة والأركان. في 1957 عين ضابط استخبارات في قيادة المنطقة الشمالية للجيش، في أعقاب «قصف الألفية» شمال إسرائيل السورية في نوفمبر عام 1958، وانضم إلى الوفد الإسرائيلي إلى الامم المتحدة قبل مناقشات في مجلس الأمن في 1960 ذهب إلى المدرسة الحرب في باريس. في سبتمبر 1963، عُين كناطق بلسان الجيش الإسرائيلي، حيث كان المنصب في ذلك الوقت جزءاً من مؤسسة الاستخبارات، قبل حرب 1967 أجرى مقابلات مع الألوف حاييم هرتسوغ لـ«تشجيع الروح المعنوية للشعب» في الإذاعة.
بعد الحرب، عُين شاليف مساعدًا لرئيس المخابرات العسكرية بقسم الأبحاث وهو ثاني أهم موقع بالشعبة، والذي كان مسؤولًا فيه البحث وتقييم الاستخبارات الوطنية. في الفترة التي سبقت اندلاع حرب 1973، قدر احتمالية الحرب مع مصر وسوريا بأنها منخفضة للغاية، وفي اجتماع خاص عقد في 3 أكتوبر 1973 في مكتب رئيسة الوزراء غولدا مائير بناء على طلب وزير الدفاع موشيه ديان، جادل شاليف قائلاً: «إن الخيار الأسوأ هو حرب شاملة من جهة سوريا عن طريق طوارئ يسمح بتنفيذ الهجوم. هل هذا معقول؟ حسب معرفتي ورأيي، فإن مصر تعلم جيدًا أنها لا تستطيع خوض الحرب بعد. لذا، فإن احتمال نشوب حرب مصرية ـ سورية مشتركة لا يبدو معقولاً بالنسبة لي.»
ذكرت لجنة أجرانات فيما بعد أن شاليف "أن شاليف كان "مسؤولاً عن أسوأ خطأ في الدائرة التي يرأسها وبالتالي لا يمكنه مواصلة خدمته في المخابرات العسكرية"، وتم نقله من منصبه وتعيينه عام 1974 بمنصب الحاكم العسكري ليهودا والسامرة، وفي عام 1976 خرج من الجيش الإسرائيلي برتبة عميد. بعد خروجه من الجيش، التحق بمعهد دراسات الأمن القومي الإسرائيلي عام 1977 ، والذي أسسه أهارون ياريف، وهو باحث كبير في معهد دراسات الأمن القومي، وخلال تلك الفترة قام شاليف بنشر دراسات وكتب حول قضايا الأمن القومي. توفي آريه شاليف في 2 أغسطس 2011

## مؤلفاته
- الترتيبات الأمنية في سيناء بموجب اتفاقية السلام مع مصر (1978)
- الحكم الذاتي: المشاكل والحلول الممكنة ، (1979)
- خط الدفاع في يهودا والسامرة ، الذي نشرته دار الكيبوتس المتحدة (1983)
- التعاون في ظل المواجهة: نظام الهدنة بين إسرائيل وسوريا 1949-1955 (1989)
- الانتفاضة: الأسباب والخصائص والآثار (1990)
- السلام والأمن في الجولان ، ورق البردي، (1993)
- خيارات الترتيبات الأمنية (1994)
- الفشل والنجاح في التحذير: تقييم الذكاء عشية حرب يوم الغفران ، معهد دراسات الأمن القومي، جامعة تل أبيب، 2007، الحائز على جائزة يتسحاق ساده للأدب العسكري والبحوث العسكرية.

## روابط خارجية
- אריה שלו באתר המכון למחקרי ביטחון לאומי
- אמיר אורן, אריה שלו: "כשאמרתי 'סבירות נמוכה', התכוונתי לפחות מ-50 אחוז", באתר הארץ, 6 באוקטובר 2006
- סא"ל אפרת דובר צה"ל, דבר, 3 באוקטובר 1967
- עדותו של אריה שלו בוועדת אגרנט: חלק א', חלק ב', חלק ג'
- יוסי מלמן, לפני יום כיפור: באמ"ן חשבו שסאדאת "מסומם ומוגבל", באתר וואלה! NEWS, 28 באוקטובר 2012.
- ירון דרוקמן, אנשי המודיעין באגרנט: הקצין שהתריע ננזף, באתר ynet, 28 באוקטובר 2012.